# Морская дуэль (игровой автомат)
Игровой автомат «Морская дуэль» — советский игровой автомат, разновидность игрового автомата «Морской бой» представляющий собой художественно оформленный прибор, имитирующий торпедную атаку подводной лодки по движущейся морской надводной цели, сопровождающуюся световыми и звуковыми эффектами. Автомат предназначен для развлечения взрослых и детей, развития у них глазомера, быстроты реакции, ориентации в быстро меняющихся ситуациях.
В основу устройства аттракциона лежит принцип зеркального отражения панорамы «боевых» действий, надводных целей (силуэты кораблей) и движущейся торпеды.
Панорама «боевых» действий расположена вертикально, но отражаясь в зеркале, установленном под углом 45°, выглядит расположенной горизонтально. Имитация моря выполнена из стекла, на которое нанесён рисунок моря. Под стеклом располагаются 8 «лучей» траектории движения торпеды с 10-ю лампочками в каждом луче, что является упрощением конструкции игрового автомата, по сравнению перемещаемой траекторией торпеды, что, например, было реализовано в игровом автомате Sea Devil (Midway, 1970). Управление пуском торпеды игроком осуществляется через кнопку «Пуск» на правой рукоятке «перископа», через который играющий видит панораму «боевых» действий. При повороте перископа, выбирается одна из 8 трасс пуска торпеды. Такой принцип фиксирования трассы торпеды делает аппарат более надёжным технически, но в то же время делает пуск торпеды менее предсказуемым для игрока.
Видоискатель перископа представляет собой цилиндр, внутри которого под углом 45° у его оси установлены 2 зеркала, отражающие поверхности которых направлены друг к другу. Перед входным окном размещены два визира. Расстояние между ними выбрано таким, что при установке зрения на выбранный корабль образуются три визира. Упреждение при пуске торпед отсчитывается по среднему визиру.
В верхней части аттракциона спереди размещено информационное табло, на котором отображается информация о начале игры, о количестве пусков и попаданий, об окончании игры. Кроме того, на табло есть два окна (справа и слева внизу табло) позволяющее видеть панораму «боевых» действий а также небольшое окошко, через которое виден счётчик игр.
Под информационным табло, за перископом размещена панель со шкалами, имитирующая щит управления подводной лодки. Наклонная панель спереди выполнена из прозрачного материала. С внутренней стороны на ней нанесены изображение карты района «боевых» действий, условные обозначения, текст инструкции по пользованию аттракционом и эмблема В/О «СОЮЗАТТРАКЦИОН». Текст инструкции и условные обозначения снизу подсвечены.
Спереди в нижней части аттракциона размещена выдвигающаяся подставка (для маленьких игроков).
Автомат поставлялся на внутренний рынок СССР, социалистические страны и в Финляндию.

## Описание работы автомата
Примечание: отличия от игрового автомата «Морской бой» отмечены курсивом.

### Включение автомата
После включения автомата в сеть наблюдается следующее:
- горит подсветка панорамы «боевых» действий,
- горит подсветка шкал и наклонной панели,
- горит подсветка транспарантов ИГРА и ОКОНЧЕНА на верхнем табло и на фоне неба панорамы,
- мигает подсветки «розы» ветров отсутствует,
- горит подсветка транспаранта ТОРПЕДИРОВАНО,
- горит подсветка количества пораженных целей (результат предыдущей игры),
- горит подсветка названия автомата следующим образом: постоянно в течение 20-50 секунд, затем мигающая с частотой 1-3 Гц, в течение 3-6 секунд, затем вновь постоянная и т. д.,
- звучит сигнал «боевой» тревоги в виде последовательности коротких звуков и синхронно с миганием подсветки названия «Морская дуэль».

### Начало игры
Игра включается при опускании одной монеты достоинством 15 коп. или при нажатии кнопки ПРОВЕРКА (контрольный режим). При этом
- цели (силуэты кораблей) начинают движение в произвольном направлении (либо справа налево, либо наоборот),
- гаснет подсветка транспаранта ОКОНЧЕНА на верхнем табло и на фоне неба панорамы и остаётся подсветка транспаранта ИГРА,
- горит подсветка транспаранта ТОРПЕДИРОВАНО,
- гаснет подсветка количества поражённых целей (результат предыдущей игры),
- гаснет подсветка названия,
- через 1-3 секунды загорается подсветка транспаранта ПУСК и светится в течение 5-8 секунд,
- через 1-3 секунды звучит звуковой сигнал «боевой» тревоги в течение 2-3 секунд.

### Игра
После каждого нажатия кнопки пуска торпеды на перископе,
- гаснет транспарант ПУСК, ‘‘который загорается вновь через 1-3 секунды после окончания движения или взрыва торпеды и светится в течение 5-8 секунд’‘,
- на счётчике выпущенных торпед загорается очередная цифра, начиная с 1 и гаснет предыдущая цифра,
- имитируется световой след и затухающий шум движения «торпеды»; длительность шумового эффекта 1…3 секунд,
- выключается сигнал «боевой» тревоги, который звучит вновь через 1-3 секунды после окончания движения или взрыва торпеды с продолжительностью 2-3 секунд.

При каждом попадании торпеды в цель:
- осуществляется ‘‘общая ‘‘ световая и звуковая имитация взрыва; длительность звуковой имитации 1,5…3 секунд,
- выключается на 2-4 секунд подсветка панорамы,
- на счётчике поражённых целей загорается очередная цифра, начиная с 1, и гаснет предыдущая,
- цель меняет направление движения, после чего подсветка панорамы включается вновь,
- через 1-3 секунды загорается подсветка транспаранта ПУСК и светится в течение 5-8 секунд,
- через 1-3 секунды звучит звуковой сигнал «боевой» тревоги в течение 2-3 секунд.

Максимальное количество «торпед», выпущенное за один сеанс игры, составляет 15 шт.
При прохождении «торпеды» мимо цели:
- через 1-3 секунды загорается подсветка транспаранта ПУСК и светится в течение 5-8 секунд,
- через 1-3 секунды звучит звуковой сигнал «боевой» тревоги в течение 2-3 секунд,
- с одной из целей в сторону играющего имитируется пуск «торпеды» — световой след и шум пуска,
- показание счётчика пусков увеличивается на 1,
- загорается надпись SOS.

При прохождении «торпеды» мимо цели и при нажатии кнопки ПУСК, наблюдается следующее:
- В случае столкновения двух встречных «торпед»:
  - осуществляется общая световая и звуковая имитация взрыва; длительность звуковой имитации 1,5…3 секунд,
  - выключается на 2-4 секунд подсветка панорамы,
  - на счётчике поражённых целей загорается очередная цифра, начиная с 1, и гаснет предыдущая,
  - цель меняет направление движения, после чего подсветка панорамы включается вновь,
  - через 1-3 секунды загорается подсветка транспаранта ПУСК и светится в течение 5-8 секунд,
  - через 1-3 секунды звучит звуковой сигнал «боевой» тревоги в течение 2-3 секунд.
  - гаснет надпись SOS.

- В случае, когда две встречные «торпеды» не сталкиваются:
  - осуществляется общая световая и звуковая имитация взрыва; длительность звуковой имитации 1,5…3 секунд,
  - выключается на 2-4 секунд подсветка панорамы,
  - показания счётчика поражённых целей остаются неизменными,
  - цель меняет направление движения, после чего подсветка панорамы включается вновь,
  - через 1-3 секунды загорается подсветка транспаранта ПУСК и светится в течение 5-8 секунд,
  - через 1-3 секунды звучит звуковой сигнал «боевой» тревоги в течение 2-3 секунд.
  - гаснет надпись SOS.
  - прерывается имитация следы «торпеды», пущенной играющим.

В том случае, если после истечения 5-8 секунд после того, как загорается подсветка транспаранта ПУСК и начинает звучать сигнал «боевой» тревоги не нажата кнопка ПУСК
- через 1-3 секунды загорается подсветка транспаранта ПУСК и светится в течение 5-8 секунд,
- через 1-3 секунды звучит звуковой сигнал «боевой» тревоги в течение 2-3 секунд,
- с одной из целей в сторону играющего имитируется пуск «торпеды» — световой след и шум пуска,
- показание счётчика пусков увеличивается на 1,
- загорается надпись SOS.

### Окончание игры
После 15-го пуска при количестве попаданий менее 15-ти автомат возвращается в состояние, описанное в разделе «Включение автомата». При нажатии кнопки запуска «торпед» на перископе, запуска «торпед» не происходит.

### Призовая игра
Включение режима призовой игры происходит при достижении 15 попаданий. После 15 попаданий
- загораются транспаранты ПРИЗОВАЯ и ИГРА на табло и на фоне «неба»,

Призовая игра проходит точно так же как и основная игра, описанная в разделе «Игровые автоматы»
После 15-го призового пуска автомат возвращается в состояние, описанное в разделе «Включение автомата». При нажатии кнопки запуска «торпед» на перископе, запуска «торпед» не происходит.

### Состав комплекта
| №  | Наименование                                 | Количество |
| -- | -------------------------------------------- | ---------- |
| 1. | автомат с игрой                              | 1 шт.      |
| 2. | запасные части, инструменты и принадлежности | 1 комплект |
| 3. | эксплуатационная документация                | 1 комплект |
| 4. | комплект ключей                              | 1 комплект |